# لغة سامي الجنوبية
سامي الجنوبية هي اللغة المتواجدة في أقصى جنوب غرب المنطقة المتكلمة بلغات السامي. وهي لغة مهددة بالانقراض بشكل خطير؛ آخر معاقل هذه اللغة هي بلديتي سنوسا وهاتفييلدال في النرويج. هناك ما يقرب من 2.000 شخص يعتبرون عرقياً ساميين جنوبيين في النرويج والسويد، ولكن فقط ما يقرب من 600 شخص منهم يتكلم اللغة بطلاقة.